# Häradsvägen, Huddinge kommun

Häradsvägen är en vägförbindelse i Huddinge kommun i Stockholms län. Häradsvägen sträcker sig i sydostlig riktning från Södertäljevägen E4 genom Segeltorp, Snättringe och Stuvsta till Stuvstatunneln och är ca 5,5 km lång.
Häradsvägen anlades i mitten av 1920-talet som ett nödhjälpsarbete  av Svartlösa härads vägförening, därav namnet. Då fick man röja skogen för att komma fram med den nya vägen. Längs Häradsvägen uppstod huvudsakligen villabebyggelse. Vid västra delen av Häradsvägen ligger Segeltorpsskolan, som invigdes 1917.
Genom att Häradsvägen fungerar som en genväg mellan Södertäljevägen och Huddingevägen har den alltid varit mycket trafikbelastad med störande trafikbuller till följd. Många privatbyggda bullerplank vittnar om detta. Kommunen har även försökt att dämpa trafikrytmen genom långa 30-sträckor. I februari 2013 omskyltades 50-sträckor till 40 km/h.

## Historiska bilder

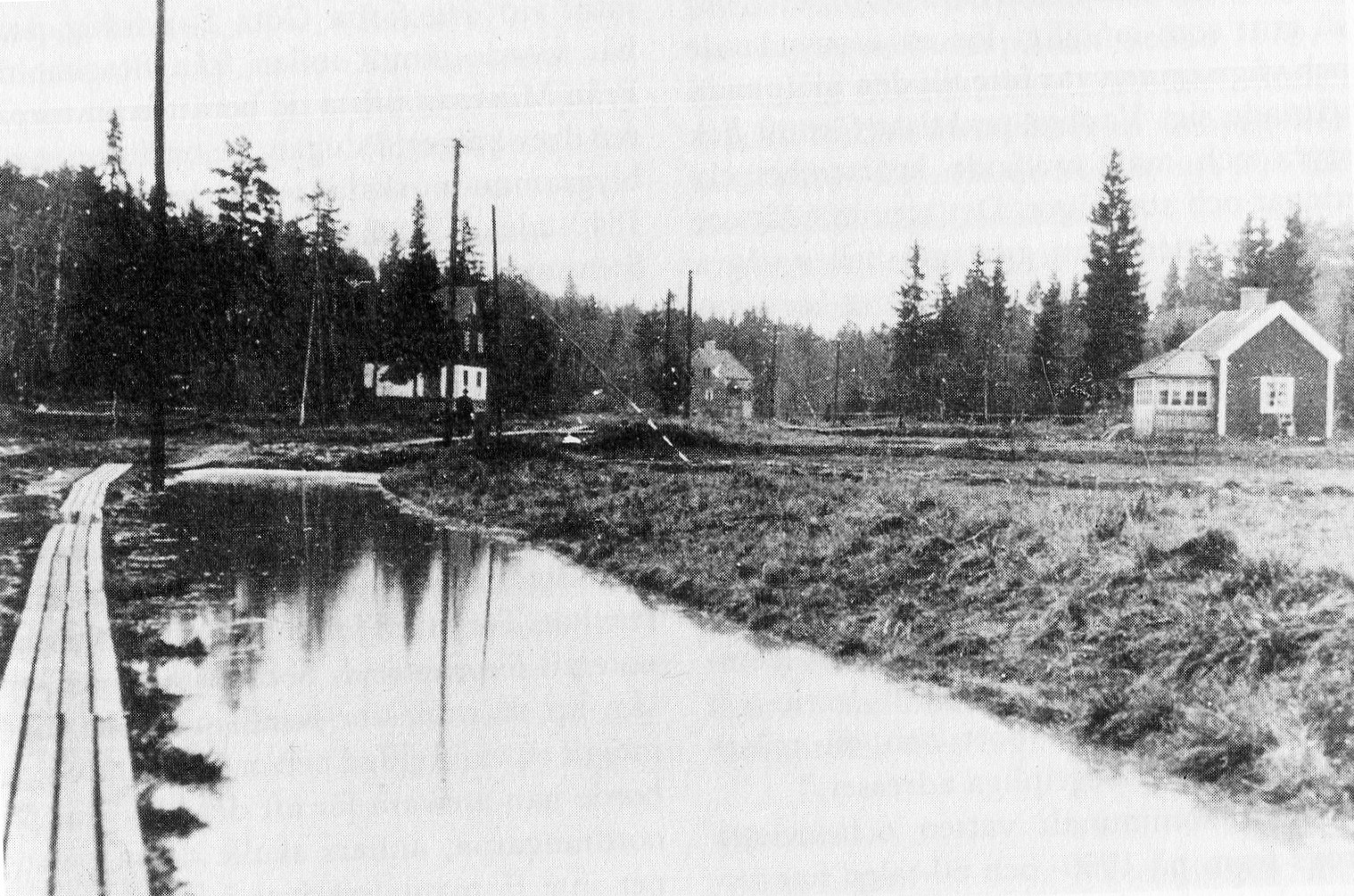
Vägen i Snättringe, 1924
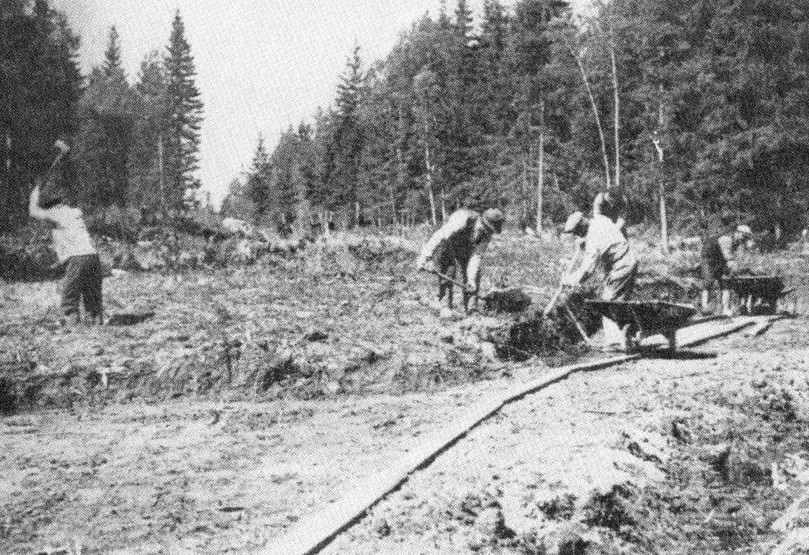
Anläggningsarbeten, 1925.
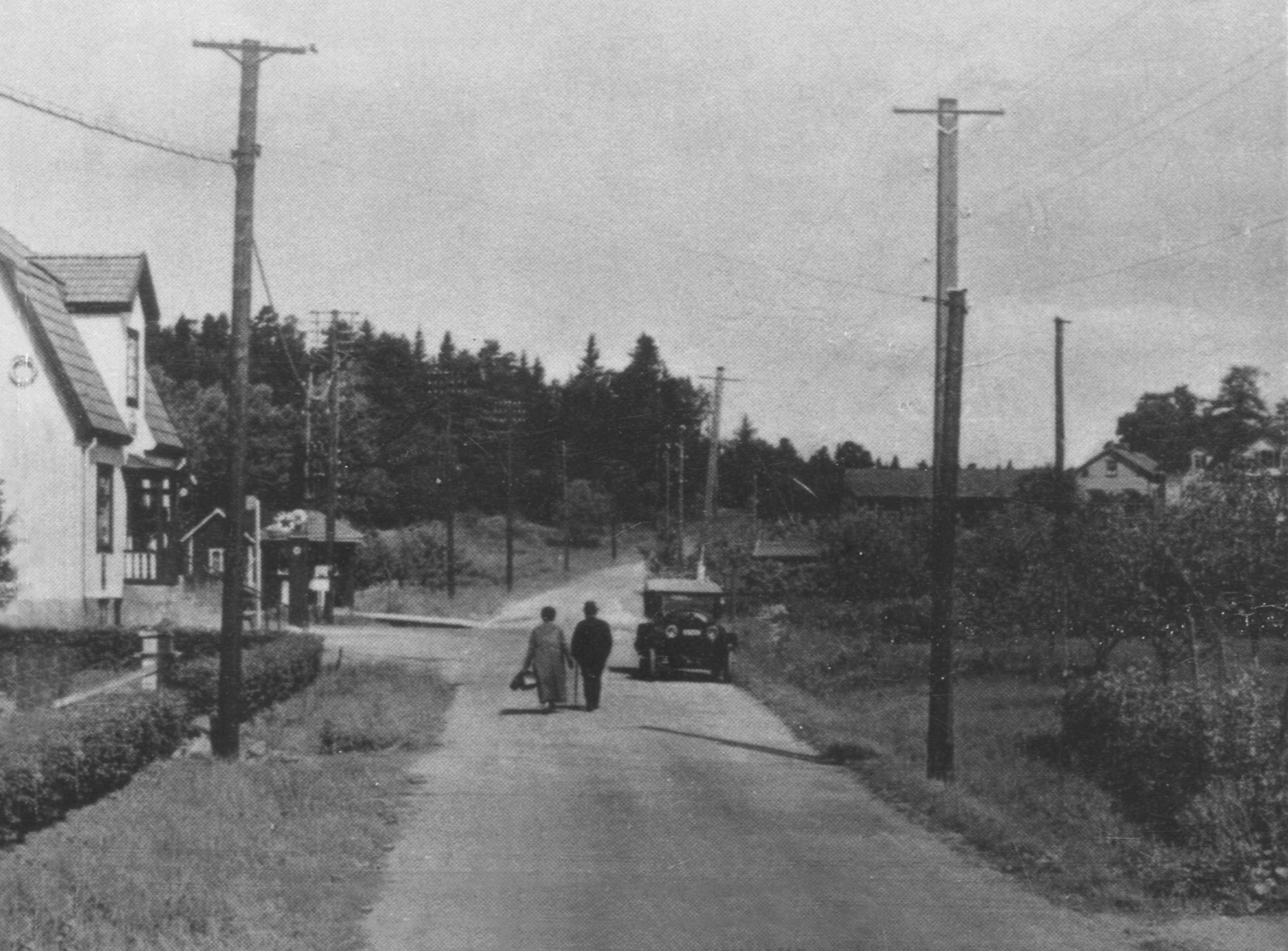
Häradsvägen i Snättringe, 1920.
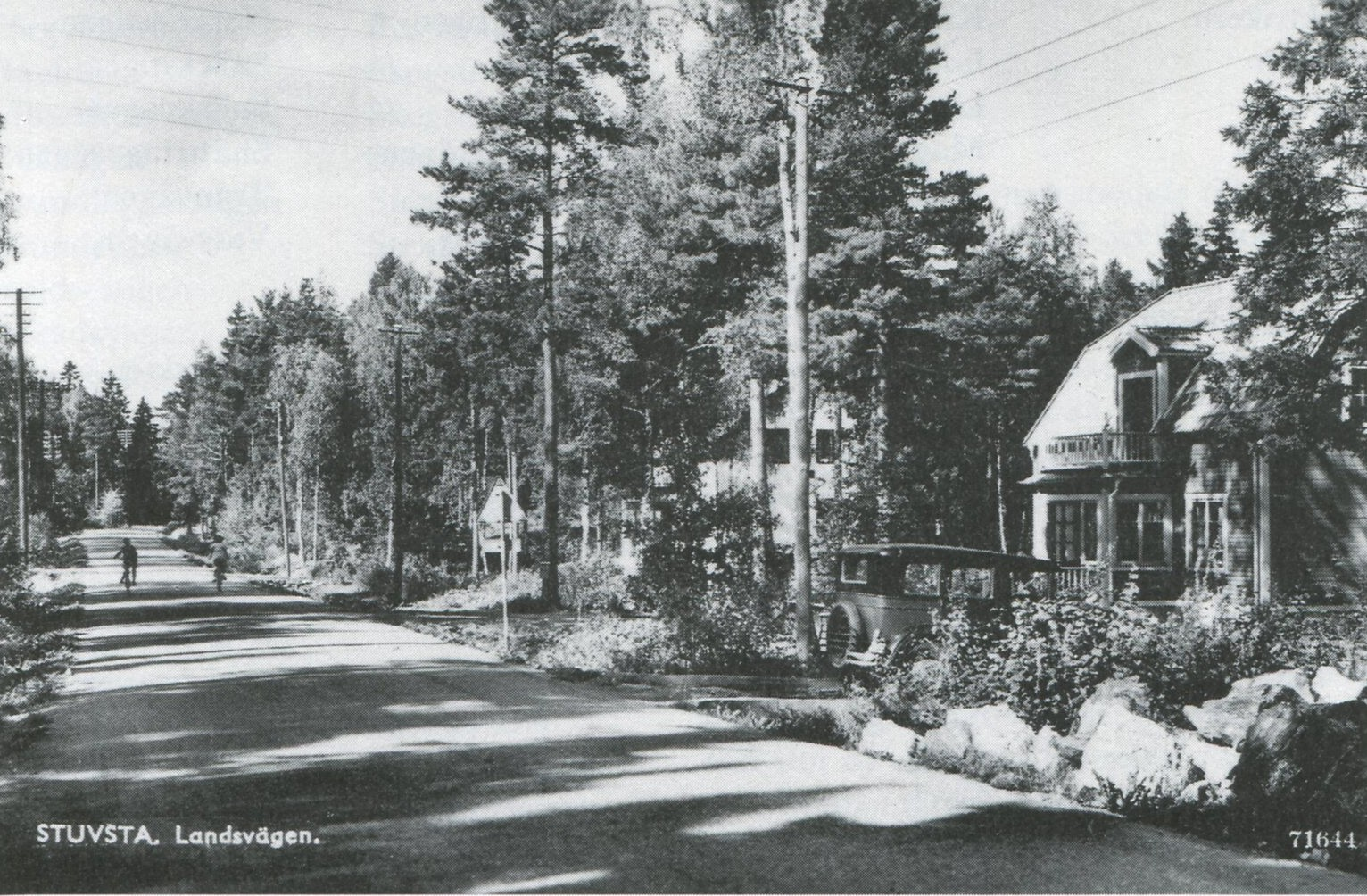
Häradsvägen i Stuvsta, 1930-tal.

## Nutida bilder

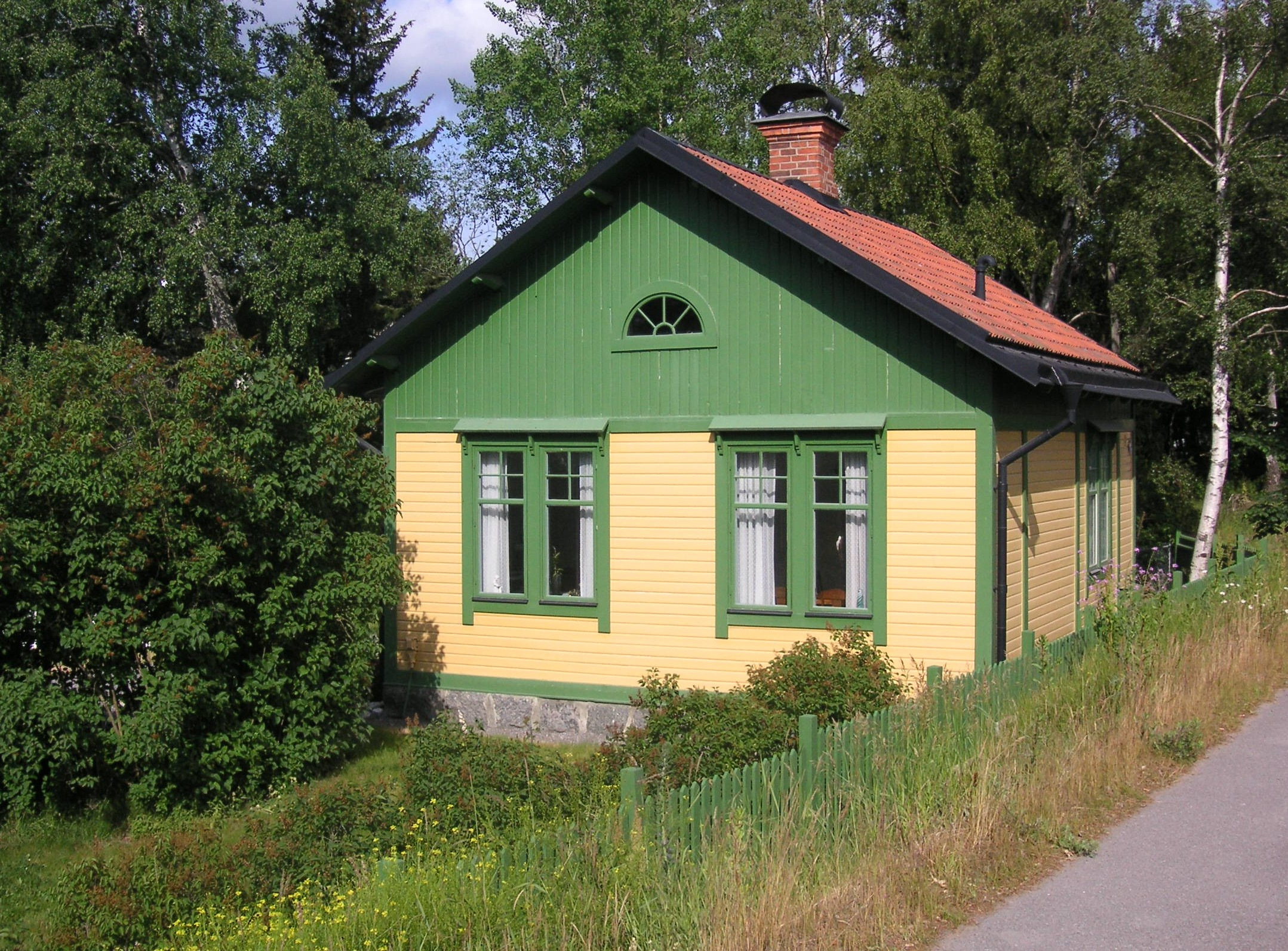
Vattenvaktarstugan vid Häradsvägen.
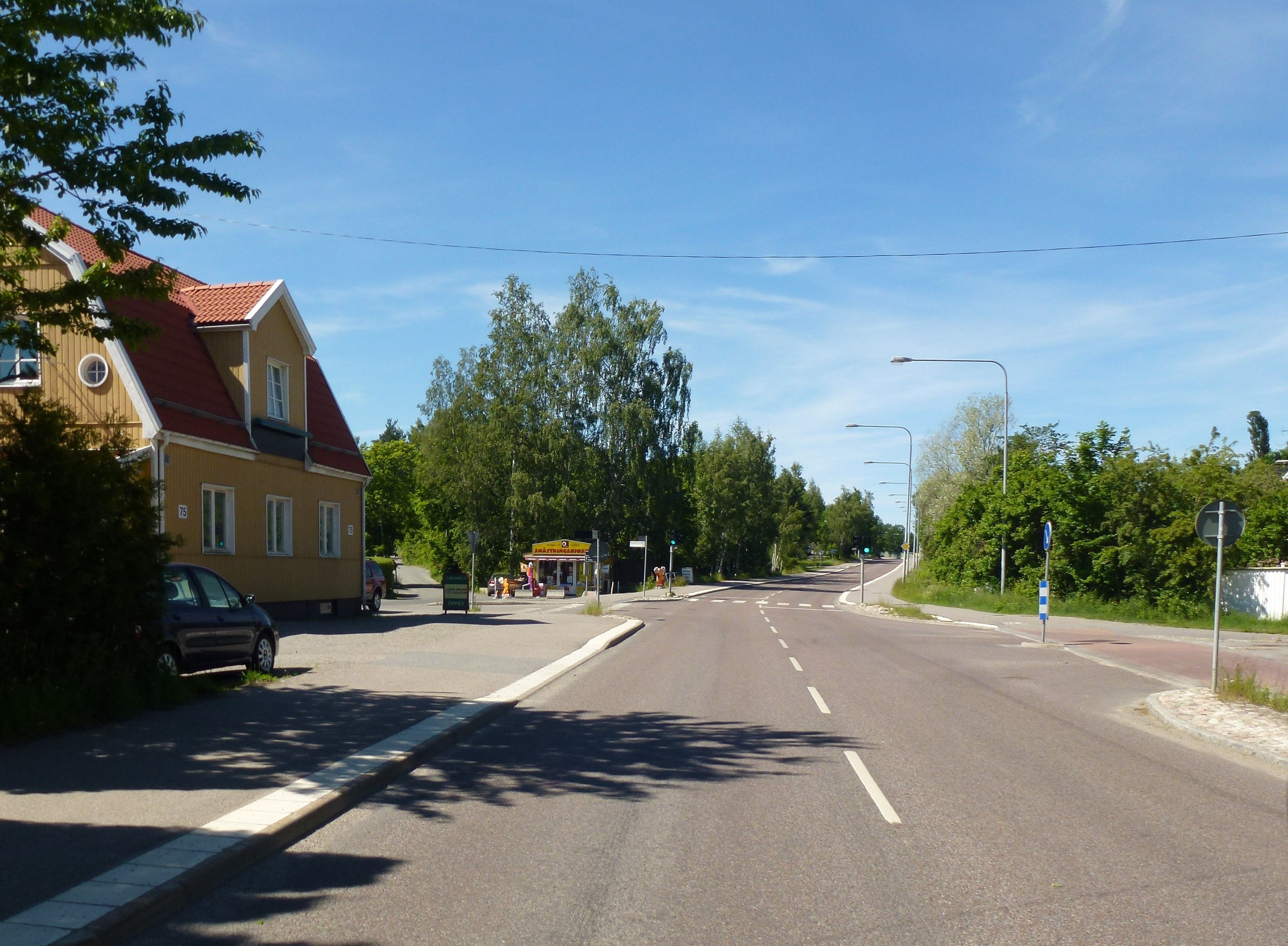
Häradsvägen i Snättringe, 2012.
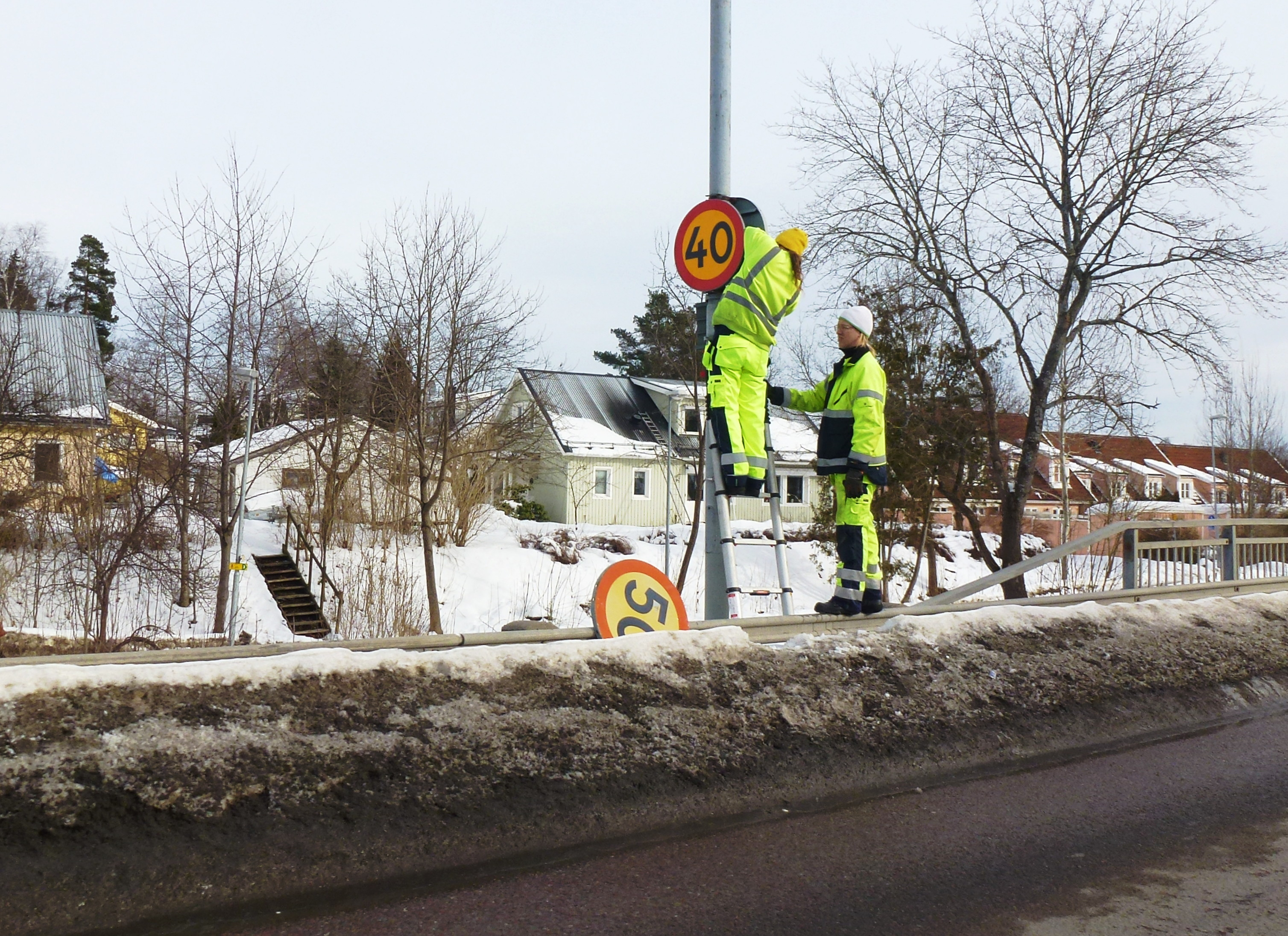
Omskyltning från 50 till 40 km/h, 2013-02-26.
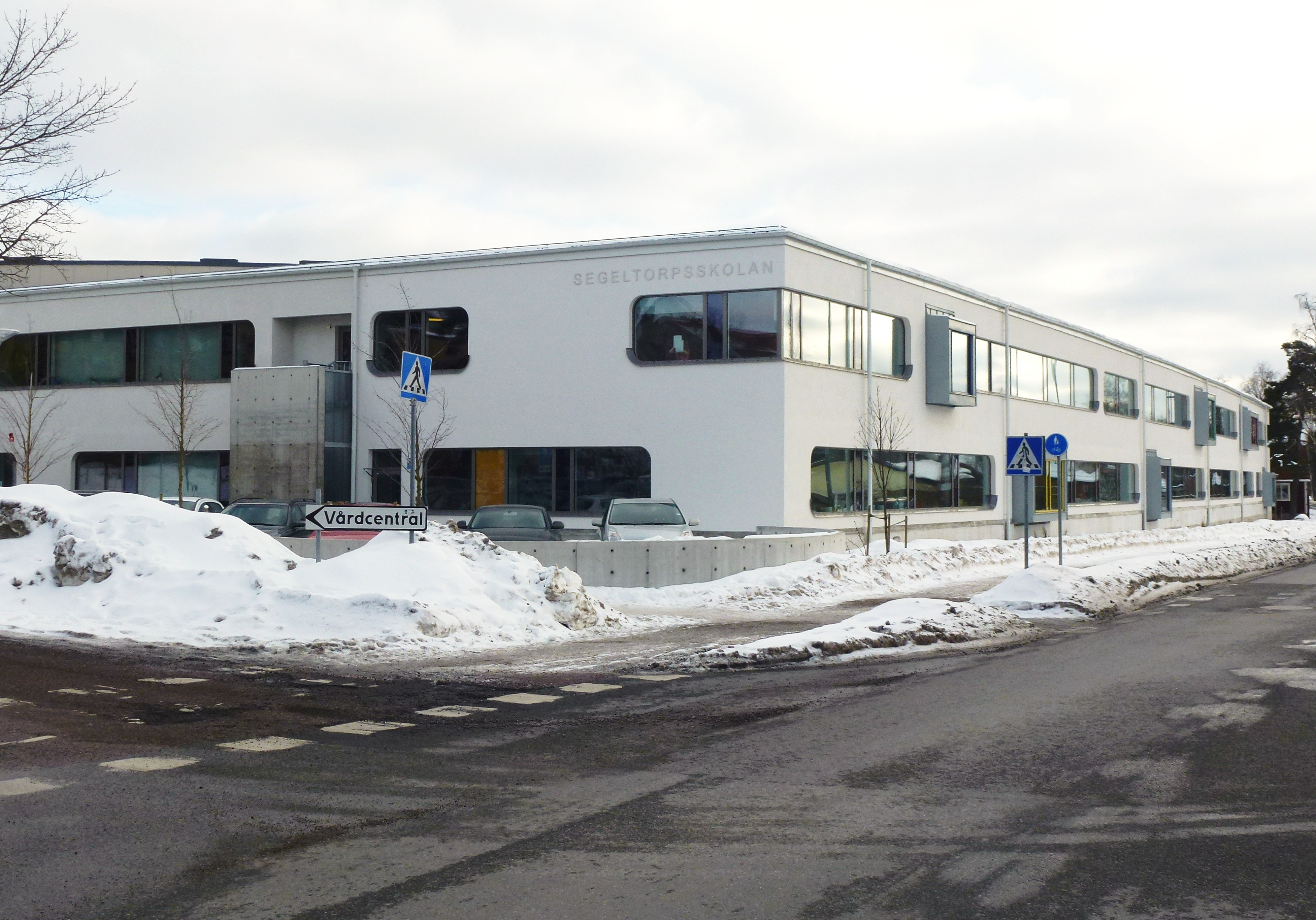
Segeltorpsskolan, 2013.